# Conte di Strathearn
Conte di Strathearn (in inglese: Mormaer of Strathearn o Earl of Strathearn) è un titolo più volte creato nella parìa di Scozia, indicante un governatore provinciale della Scozia medievale. L'attuale detentore di questo titolo nobiliare è, dal 29 aprile 2011, giorno delle sue nozze con Kate Middleton, il principe William, duca di Cambridge.

## Storia del titolo
L'origine dei mormaer celtici di Strathearn è sconosciuta; la loro linea, tuttavia, si è mantenuta senza interruzioni fino alla confisca dei loro domini da parte di re Davide II Bruce.
La più antica attestazione di questa titolatura è riscontrabile in un documento del 1155: il primo mormaer di Strathearn conosciuto, infatti, sarebbe stato Maol Íosa I, menzionato dall'abate sant'Aelredo di Rievaulx come comandante degli Scoti che combatterono nell'esercito di Davide I durante la battaglia dello Stendardo, nel 1138. L'ultimo titolare di questa linea fu Maol Íosa V, VIII conte di Strathearn, che era del pari divenuto, per via ereditaria, conte delle Orcadi nel 1329: costui si oppose al partito di Davide II Bruce nel conflitto che vide opporsi i partigiani del re scozzese a quelli di Edoardo Balliol.
Maol Íosa V fu, quindi, spogliato dei propri domini e privato del titolo nobiliare nel 1344. Il titolo passò al di lui nipote Maurizio di Moravia, membro del partito dei Bruce. Dopo la morte di questi, il titolo fu concesso, nel 1357 al futuro Roberto II Stuart, e in seguito a tutti i suoi discendenti fino a Maol Íosa Graham, al quale fu tolto perché fosse concesso a Walter Stewart, conte di Atholl.
Nel 1629, William Graham, VII conte di Menteith, gran consigliere di Carlo I d'Inghilterra, si spese notevolmente nel far valere i propri diritti per l'acquisizione di questo titolo, di cui riteneva che il proprio antenato Malise Graham fosse stato privato ingiustamente: il re, venendo incontro alle sue richieste, lo creò nuovo conte di Strathearn nel 1631. Tale manovra in favore del gran consigliere, tuttavia, destò grande ostilità tra i membri dell'aristocrazia scozzese, i quali si allearono con i nemici che Graham si era fatto alla corte di Londra per complottare contro di lui. I grandi dignitari reali riuscirono a convincere Carlo I sul fatto che il conte di Strathearn avesse intenzione di rivendicare lo stesso trono scozzese, verso il quale avrebbe potuto vantare maggiori diritti di lui: intimorito da quest'evenienza, Carlo I revocò a Graham i titoli di Menteith e di Strathearn.
Questo titolo fu poi associato ad altri di rango ducale in tre differenti creazioni tra il XVIII e il XX secolo, di cui furono investiti alcuni membri della casa reale britannica.
Il 29 aprile 2011, il titolo di conte di Strathearn fu ricreato per la quarta volta su volontà della regina Elisabetta II del Regno Unito, e fu conferito al di lei nipote William, duca di Cambridge, e alla sua sposa Catherine.

## Mormaersdi Strathearn

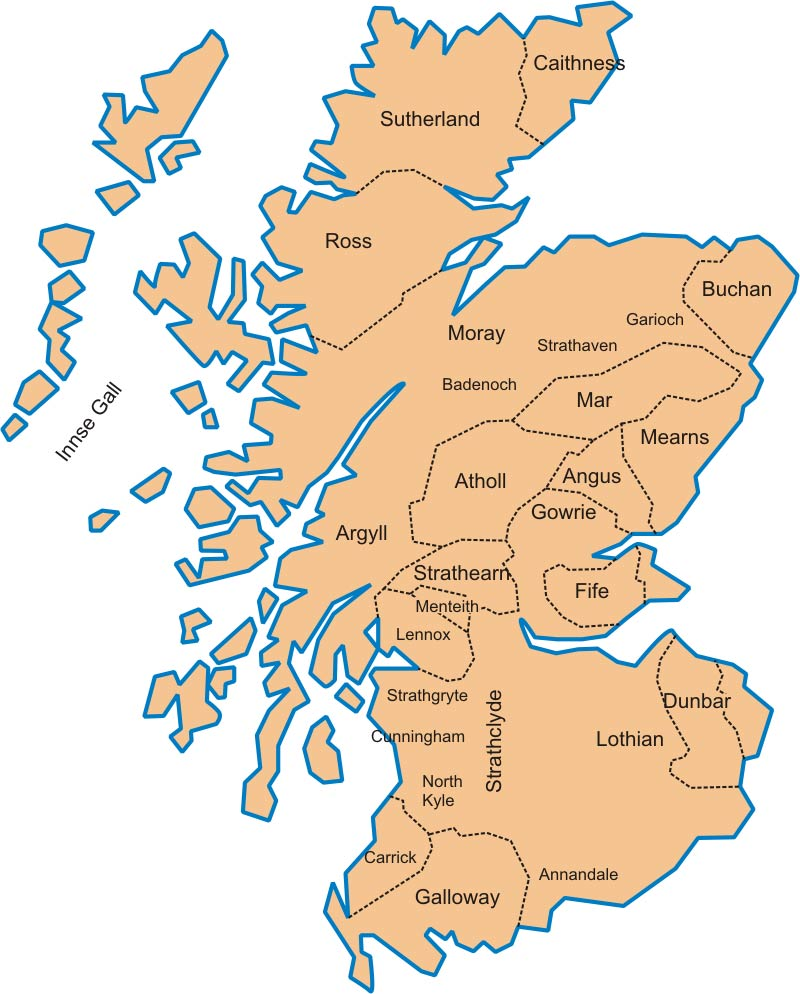
Carta raffigurante le principali signorie del regno di Scozia (ca. 1230).

- 1138 ca.: Máel Íosa I di Strathearn (fl. 1138);
- 1160 ca.: Ferchard di Strathearn (fl. 1160);
- 1171 - 1223: Gille Brigte di Strathearn;
- 1223 - 1245: Robert di Strathearn;
- 1245 - 1271: Máel Íosa II di Strathearn, genero di Gille Brigte;
- 1271 - 1317: Máel Íosa III di Strathearn, figlio del precedente;
- 1317 – 1329: Máel Íosa IV di Strathearn, (ca. 1275 - 1330), figlio del precedente;
- 1330 - 1334: Máel Íosa V di Strathearn († 1353 ca.), conte delle Orcadi e di Caithness, figlio del precedente.

## Conti di Strathearn

### Prima creazione (1344)
- 1344 - 1346: Maurizio di Moravia († 1346).

### Seconda creazione (1357)
- 1357 - 1371: Roberto Stuart (1316 - 1390), salì al trono nel 1371 col nome di Roberto II di Scozia. Ricreò il titolo per suo figlio.

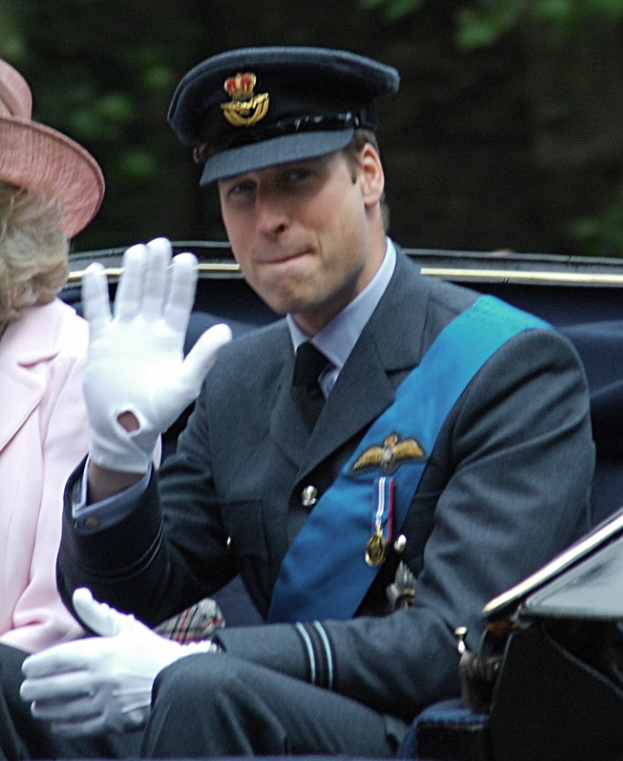
Il principe William, conte di Strathearn.

### Terza creazione (1371)
- 1371 - 1386 ca.: Davide Stuart († 1386), già conte di Caithness, figlio di Roberto II;
- 1386 - 1415: Eufemia Stuart († 1415), figlia del precedente;
  - 1406 - 1413: Patrick Graham († 1413), marito di Eufemia;
- 1415 - 1427: Mailse Graham (1406 - 1490), già conte di Menteith, figlio della precedente.

### Quarta creazione (1427)
- 1427 - 1437: Walter Stuart († 1437), già conte di Atholl e di Caithness, figlio di Roberto II.

### Quinta creazione (1631)
- 1631 - 1632: William Graham (1591 - 1661), già conte di Menteith, poi conte di Airth.

### Sesta creazione (2011)
- dal 2011: principe William Mountbatten-Windsor, principe di Galles, duca di Cambridge e barone Carrickfergus (1982)

## Duchi di Strathearn

### Prima creazione (1766)
Come duca di Cumberland e Strathearn:
- 1766 - 1790: principe Enrico Federico di Hannover (1745 - 1790), figlio di Federico di Hannover, principe di Galles.

### Seconda creazione (1799)
Come duca di Kent e Strathearn:
- 1799 - 1820: principe Edoardo Augusto di Hannover (1767 - 1820), figlio di Giorgio III del Regno Unito.

### Terza creazione (1874)
Come duca di Connaught e Strathearn:
- 1874 - 1942: principe Arturo di Sassonia-Coburgo-Gotha (1850 - 1942), figlio di Vittoria del Regno Unito;
- 1942 - 1943: Alastair Windsor (1914 - 1943), figlio del precedente.